# Kastenmühle (Weismain)
Die Kastenmühle (früher auch Rinnmühle) ist eine ehemalige Getreide- und Schneidmühle in Weismain. Sie zählte in früherer Zeit zu den größten Gebäuden in Weismain. Das Bayerische Landesamt für Denkmalpflege wies die Kastenmühle als Baudenkmal aus und führt sie unter der Nummer D-4-78-176-50.

## Geschichte
Erste eindeutige schriftliche Hinweise auf diese Mühle gibt ein Erbbrief aus dem Jahr 1445. Diesen erhielt der Müllermeister Fritz Müller von Bischof Anton von Rotenhan. Im Jahr 1496 wurde in die Mühle zum bestehenden Getreidemahlgang eine Schneidgang eingebaut. Vermutlich in einem Nebengebäude wurde die Mühle 1560 durch Pankratz Rinnmüller († 1591) mit einem Walkgang ausgestattet. 1596 wurde die Mühle um einen Lohgang erweitert, der zum Mahlen der Rinde für die ansässigen Gerber diente. Im Jahr 1615 wurde die Mühle neu erbaut. Dabei wurde die Zahl der Wasserräder auf fünf erhöht, von denen bis mindestens 1864 drei Mahlgänge und die anderen beiden je einen Schneid- und Spitzgang antrieben. Mit ihren zahlreichen Nebengebäuden gehörte die Mühle seit dem ausgehenden Mittelalter zu den größten Baukomplexen Weismains.
Die Nutzung der Mühle wurde 1989 aufgegeben, das Mühlgebäude dient heute als Wohnhaus. Mit einer Francis-Turbine wird im alten Mühlbach Strom gewonnen. Hinter dem alten Mühlgebäude befindet sich eine oberschlächtige Sägemühle, die von 1989 bis 2000 im Betrieb war.

## Architektur
Die Kastenmühle ist ein zweigeschossiger Bau mit Walmdach. Das in seiner heutigen Form Anfang des 19. Jahrhunderts errichtete Gebäude hat ein massives Erdgeschoss und ein Obergeschoss in Fachwerkbauweise, das allerdings verputzt ist. Der Mühlkanal fließt unter dem Gebäude hervor und verschwindet nach etwa fünf Metern wieder unter der Straße.

## Sonstiges
- In der Kastenmühle wurde das Bauholz für den 1701–1703, nach den Plänen von Leonhard Dientzenhofer erbauten Weismainer Kastenhof gesägt.[4]